# Веселовский, Павел Петрович
Павел Петрович Веселовский (1838—1912) — российский государственный  деятель и правовед, сенатор, действительный тайный советник (1906).

## Биография
Сначала учился в 1-й Санкт-Петербургской гимназии; с 1853 года — в Императорском Александровском лицее, который окончил в 1859 году с золотой медалью.
С 1859 года — помощник столоначальника, с 1865 года — помощник юрисконсульта  в Министерстве юстиции. С 1866 по 1877 годы был членом Санкт-Петербургского окружного суда, прокурором Херсонского окружного суда, товарищем прокурора Одесской судебной палаты и председателем Екатеринославского окружного суда. В 1877 году произведён в действительные статские советники, председатель департамента Харьковской судебной палаты. С 1883 года — старший председатель Одесской судебной палаты. В 1888 году  произведён в тайные советники.
С 1889 по 1912 годы сенатор  присутствующий и первоприсутствующий в Гражданском кассационном департаменте Правительствующего сената. В 1909 году произведён в действительные тайные советники.
Был награждён всеми российскими орденами вплоть до ордена  Святого Александра Невского с бриллиантовыми знаками пожалованными ему 22 апреля 1907 года.